# Rams Milano
I Rams Milano sono una squadra di football americano di Milano.
Fondati nel 1978 con il nome di Black Devils, sono una delle squadre più vecchie d'Italia, e furono tra i membri fondatori dell'AIFA nel 1981. Il primo presidente fu Paolo (BIG Ram) Crosti. Primo sponsor fu Bozart, che smise nel 1984 a favore di Yamaha. Nel 1986, perso l'abbinamento commerciale con la Yamaha, fu anche una delle prime società italiane ad autoretrocedersi e successivamente a chiudere. Alcuni dei giocatori dei Rams confluirono negli Wasps Vigevano.
Nel 2006 la squadra è stata rifondata dall'ex giocatore Arthur Amantonico, che la lasciò nel 2007 e dallo stesso Crosti con il supporto del marchio Bozart fino al giugno 2009, mese in cui i Rams consensualmente rompono il contratto tornando unici ed esclusivi proprietari del loro marchio. Dopo aver disputato due Silver League raggiungendo al secondo tentativo la finale di Conference, hanno partecipato a sei edizioni della Golden League FIF tra il 2010 e il 2014, disputando quattro volte il Superbowl, vinto per due volte: il 1º dicembre 2012 a Bresso, battendo i Bengals Brescia 22-16 e il 22 novembre 2014 a Milano, battendo i Lancieri Novara 34-18. Dal 2007 al 2010 hanno inoltre partecipato al campionato Under 21 e due volte al Goldentown Bowl nel 2009 e nel 2010.
Con la chiusura di FIF, disputano un campionato IAAFL per poi passare dal 2016 a giocare nel campionato italiano football a 9 (CIF9) della FIDAF.

## Palmarès

### Trofei
- 3 Trofei "Brigatti" (1980, 1981, 1982)
- 2 Superbowl FIF (Autunno 2012, 2014)

### Primati
- Prima squadra italiana a giocare un incontro internazionale tra club (Rams Milano vs Norimberga Rams a Inveruno, 1982)
- Prima squadra italiana a giocare un incontro internazionale in Germania (Düsseldorf Panthers vs Rams Milano, 1983)
- Prima squadra italiana a giocare un incontro internazionale in Francia (Parigi Spartacus vs Rams Milano, 1986)
- Prima squadra italiana a dirigere un camp di insegnamento del football americano (Caspoggio, luglio 1984),

### Onorificenze
- Premio David di Michelangelo (1981)

## Dettaglio stagioni

### AIFA/Serie A
| Stagione | regular season | regular season | regular season | regular season | regular season | regular season | playoff | playoff | playoff | playoff | playoff | playoff          | playoff          |
|          | Vin            | Par            | Per            | Tot            | PF             | PS             | Vin     | Per     | Tot     | PF      | PS      | risultato        | avversaria       |
| -------- | -------------- | -------------- | -------------- | -------------- | -------------- | -------------- | ------- | ------- | ------- | ------- | ------- | ---------------- | ---------------- |
| 1981     | 4              | 0              | 4              | 8              | 100            | 92             | -       | -       | -       | -       | -       | -                | -                |
| 1982     | 8              | 0              | 2              | 10             | 210            | 106            | 0       | 1       | 1       | 0       | 22      | Semifinale       | Rhinos Milano    |
| 1983     | 7              | 0              | 3              | 10             | 167            | 59             | 1       | 1       | 2       | 22      | 41      | Semifinale       | Warriors Bologna |
| 1984     | 9              | 0              | 1              | 10             | 272            | 36             | 0       | 1       | 1       | 8       | 13      | Quarti di finale | Angels Pesaro    |
| 1985     | 3              | 0              | 9              | 12             | 95             | 261            | -       | -       | -       | -       | -       | -                | -                |
| 1986     | 2              | 0              | 8              | 10             | 44             | 409            | -       | -       | -       | -       | -       | -                | -                |
| Totale   | 33             | 0              | 27             | 60             | 888            | 963            | 1       | 3       | 4       | 30      | 76      |                  |                  |

Fonte: Enciclopedia del Football - A cura di Roberto Mezzetti aggiornato al 22 novembre 2014 

### Golden League FIF/Italy 9 Championship IAAFL
A seguito dell'ingresso di FIDAF nel CONI questi tornei - pur essendo del massimo livello della loro federazione - non sono considerati ufficiali.
| Stagione  | regular season | regular season | regular season | regular season | regular season | regular season | playoff | playoff | playoff | playoff | playoff | playoff         | playoff             |
|           | Vin            | Par            | Per            | Tot            | PF             | PS             | Vin     | Per     | Tot     | PF      | PS      | risultato       | avversaria          |
| --------- | -------------- | -------------- | -------------- | -------------- | -------------- | -------------- | ------- | ------- | ------- | ------- | ------- | --------------- | ------------------- |
| 2010      | 1              | 0              | 7              | 8              | 59             | 183            | -       | -       | -       | -       | -       | -               | -                   |
| 2011      | 0              | 0              | 6              | 6              | 32             | 183            | -       | -       | -       | -       | -       | -               | -                   |
| 2012      | 5              | 0              | 1              | 6              | 191            | 90             | 1       | 1       | 2       | 62      | 79      | Superbowl FIF   | Bengals Brescia     |
| 2012 Aut. | 5              | 0              | 1              | 6              | 268            | 139            | 2       | 0       | 2       | 76      | 29      | Campioni        | Bengals Brescia     |
| 2013      | 3              | 0              | 4              | 7              | 218            | 243            | 1       | 1       | 2       | 58      | 70      | Superbowl FIF   | Terminators Brescia |
| 2014      | 4              | 0              | 0              | 4              | 233            | 51             | 1       | 0       | 1       | 34      | 18      | Campioni        | Lancieri Novara     |
| 2015      | 4              | 0              | 0              | 4              | 163            | 27             | 1       | 1       | 2       | 94      | 45      | Superbowl IAAFL | Lancieri Novara     |
| Totale    | 22             | 0              | 19             | 41             | 1164           | 916            | 6       | 3       | 9       | 324     | 231     |                 |                     |

Fonte: Enciclopedia del Football - A cura di Roberto Mezzetti aggiornato al 22 novembre 2014 

### Serie B/Silver League
A seguito dell'ingresso di FIDAF nel CONI questi tornei non sono considerati ufficiali.
| Stagione | regular season | regular season | regular season | regular season | regular season | regular season | playoff | playoff | playoff | playoff | playoff | playoff    | playoff      |
|          | Vin            | Par            | Per            | Tot            | PF             | PS             | Vin     | Per     | Tot     | PF      | PS      | risultato  | avversaria   |
| -------- | -------------- | -------------- | -------------- | -------------- | -------------- | -------------- | ------- | ------- | ------- | ------- | ------- | ---------- | ------------ |
| 2008     | 2              | 0              | 4              | 6              | 114            | 173            | -       | -       | -       | -       | -       |            |              |
| 2009     | 3              | 0              | 3              | 6              | 132            | 123            | 0       | 1       | 1       | 26      | 27      | Semifinale | Ravens Imola |
| Totale   | 5              | 0              | 7              | 12             | 246            | 296            | 0       | 1       | 1       | 26      | 27      |            |              |

Fonte: Enciclopedia del Football - A cura di Roberto Mezzetti aggiornato al 22 novembre 2014 

### Terza Divisione/CIF9/9FL
| Stagione | regular season | regular season | regular season | regular season | regular season | regular season | playoff | playoff | playoff | playoff | playoff | playoff                  | playoff                       |
|          | Vin            | Par            | Per            | Tot            | PF             | PS             | Vin     | Per     | Tot     | PF      | PS      | risultato                | avversaria                    |
| -------- | -------------- | -------------- | -------------- | -------------- | -------------- | -------------- | ------- | ------- | ------- | ------- | ------- | ------------------------ | ----------------------------- |
| 2016     | 4              | 0              | 2              | 6              | 230            | 132            | 2       | 1       | 3       | 73      | 62      | Semifinale di conference | Knights Persiceto             |
| 2017     | 4              | 0              | 2              | 6              | 197            | 84             | 1       | 1       | 2       | 66      | 64      | Quarti di conference     | Hurricanes Vicenza            |
| 2018     | 3              | 0              | 3              | 6              | 124            | 97             | 0       | 1       | 1       | 25      | 28      | Wild Card                | Muli Trieste                  |
| 2019     | 5              | 0              | 1              | 6              | 210            | 119            | 1       | 1       | 2       | 60      | 70      | Semifinale di conference | Redskins Verona               |
| 2020     | -              | -              | -              | -              | -              | -              | -       | -       | -       | -       | -       | -                        | -                             |
| 2021     | 3              | 0              | 1              | 4              | 131            | 120            | 0       | 1       | 1       | 8       | 20      | Quarti di conference     | Hurricanes Vicenza            |
| 2022     | 3              | 0              | 1              | 4              | 130            | 96             | 2       | 1       | 3       | 83      | 112     | Quarti di finale         | Cavaliers Castelfranco Veneto |
| 2023     | 5              | 0              | 1              | 6              | 187            | 124            | 1       | 1       | 2       | 46      | 65      | Semifinale di conference | Cavaliers Castelfranco Veneto |
| 2024     | 5              | 0              | 1              | 6              | 195            | 91             | 1       | 1       | 2       | 68      | 68      | Semifinale di conference | Cavaliers Castelfranco Veneto |
| 2025     | 3              | 0              | 3              | 6              | 178            | 122            | 0       | 1       | 1       | 15      | 57      | Quarti di conference     | Redskins Verona               |
| Totale   | 35             | 0              | 15             | 50             | 1589           | 978            | 8       | 9       | 17      | 444     | 546     |                          |                               |

Fonte: Enciclopedia del Football - A cura di Roberto Mezzetti aggiornato al 22 novembre 2014 

## Partite dei Rams Milano

### 2008-2010

#### 2008
| Milano 2 marzo 2008, ore 14:30 Regular Season Serie B NFLI 2008 | Rams Milano | 2 – 34 referto | Predatori Golfo del Tigullio | Centro Sportivo Saini |

| Trecate 16 marzo 2008, ore 15:00 Regular Season Serie B NFLI 2008 | Lancieri Novara | 34 – 18 referto | Rams Milano | C.S.Comunale |

| Avigliana 6 aprile 2008, ore 14:30 Regular Season Serie B NFLI 2008 | Bad Bees Avigliana | 0 – 44 referto | Rams Milano | C.S.Comunale |

| Milano 20 aprile 2008, ore 15:00 Regular Season Serie B NFLI 2008 | Rams Milano | 20 – 54 referto | Blue Storms Gorla Minore | Centro Sportivo Saini |

| Milano 4 maggio 2008, ore 15:00 Regular Season Serie B NFLI 2008 | Rams Milano | 24 – 21 referto | Pirates Savona | Centro Sportivo Saini |

| Cirié 18 maggio 2008, ore 15:00 Regular Season Serie B NFLI 2008 | Blitz Ciriè | 30 – 6 referto | Rams Milano | C.S.Delle Spine |

#### 2009
| Milano 22 marzo 2009 Regular Season Silver League FIF 2009 | Rams Milano | 28 – 8 referto | Lancieri Novara |  |

| 29 marzo 2009 Regular Season Silver League FIF 2009 | American Felix Molinella | 12 – 26 | Rams Milano |  |

| Milano 4 aprile 2009 Regular Season Silver League FIF 2009 | Rams Milano | 16 – 21 referto | Ravens Imola |  |

| Caltignaga 19 aprile 2009 Regular Season Silver League FIF 2009 | Lancieri Novara | 28 – 22 | Rams Milano |  |

| Milano 26 aprile 2009 Regular Season Silver League FIF 2009 | Rams Milano | 32 – 28 | American Felix Molinella |  |

| Imola 10 maggio 2009 Regular Season Silver League FIF 2009 | Ravens Imola | 26 – 8 | Rams Milano |  |

| 23 maggio 2009 Conference Bowl Silver League FIF 2009 | Ravens Imola | 27 – 26 referto | Rams Milano |  |

#### 2010
| Milano 7 marzo 2010, ore 14:30 Regular Season Golden League FIF 2010 | Rams Milano | 6 – 18 0-12 0-0 6-6 0-0 referto                                                                    | Gladiatori Roma | Centro Sportivo Saini |
| \| \| \| \| \| Giordano Q4 (TD) 9yd pass from Bogianchino \| Marcatori \| Corbucci Q1 (TD) 5 pass from Frattaroli Capalbo Q1 (TD) 24 fumble return Corbucci Q3 (TD) 3 yd run \| |             | |                 |                       |
| |             | |                 |                       |
| Giordano Q4 (TD) 9yd pass from Bogianchino | Marcatori   | Corbucci Q1 (TD) 5 pass from Frattaroli Capalbo Q1 (TD) 24 fumble return Corbucci Q3 (TD) 3 yd run |                 |                       |

| Milano 14 marzo 2010, ore 14:00 Regular Season Golden League FIF 2010 | Rams Milano | 9 – 21 0-0 3-6 0-8 6-7 referto                                                                                   | Frogs Legnano | Centro Sportivo Saini |
| \| \| \| \| \| Vailati Q2 (FG) 36yd Boglianchino Q4 (TD) 3yd run \| Marcatori \| Iannotta Q2 (TD) 7yd run Grasso Q3 (TD) 6yd run Caronni Q3 (tpc) pass Iannotta Q4 (TD) 42yd run Caronni Q4 (pat) \| |             | |               |                       |
| |             | |               |                       |
| Vailati Q2 (FG) 36yd Boglianchino Q4 (TD) 3yd run | Marcatori   | Iannotta Q2 (TD) 7yd run Grasso Q3 (TD) 6yd run Caronni Q3 (tpc) pass Iannotta Q4 (TD) 42yd run Caronni Q4 (pat) |               |                       |

| Follo 20 marzo 2010, ore 21:00 Regular Season Golden League FIF 2010 | Red Jackets Luni | 22 – 0 referto | Rams Milano | Centro Sportivo Focevara |

| Milano 28 marzo 2010, ore 14:00 Regular Season Golden League FIF 2010 | Rams Milano | 25 – 30 referto | Blacks Rivoli | Velodromo Vigorelli |

| Milano 18 aprile 2010, ore 15 Regular Season Golden League FIF 2010 | Rams Milano | 19 – 8 referto | Bobcats Parma | Centro Sportivo Saini |

| Vedano Olona 25 aprile 2010, ore 14:30 Regular Season Golden League FIF 2010 | Skorpions Varese | 23 – 0 referto | Rams Milano | Centro Sportivo Comunale |

| Cercola 2 maggio 2010, ore 11:30 Regular Season Golden League FIF 2010 | Briganti Napoli | 41 – 0 referto | Rams Milano | Stadio G.Piccolo |

| Villaggio Sereno 9 maggio 2010, ore 15:00 Regular Season Golden League FIF 2010 | Bengals Brescia | 20 – 0 referto | Rams Milano | Centro Sportivo Chico Nova |

### 2011-2020

#### 2011
| Grugliasco 5 marzo 2011, ore 21:00 Regular Season Golden League FIF 2011 | Blacks Rivoli | 20 – 13 (6-0 8-7 0-0 6-6) referto | Rams Milano | Stadio CUS Torino |

| Baganzola 13 marzo 2011, ore 15:00 Regular Season Golden League FIF 2011 | Bobcats Parma | 26 – 0 (7-0 7-0 6-0 6-0) referto | Rams Milano | Centro Sportivo F.lli Mordaci |

| Milano 3 aprile 2011, ore 15:00 Regular Season Golden League FIF 2011 | Rams Milano | 6 – 46 (0-13 0-13 0-7 6-13) referto | Bengals Brescia | Centro Sportivo Saini |

| Milano 10 aprile 2011, ore 15:00 Regular Season Golden League FIF 2011 | Rams Milano | 6 – 21 (0-7 6-6 0-0 6-8) referto | Blacks Rivoli | Centro Sportivo Saini |

| Milano 17 aprile 2011, ore 15:00 Regular Season Golden League FIF 2011 | Rams Milano | 7 – 36 referto | Bobcats Parma | Centro Sportivo Saini |

| Villaggio Sereno 8 maggio 2011, ore 15:00 Regular Season Golden League FIF 2011 | Bengals Brescia | 32 – 0 (13-0 6-0 6-0 7-0) referto | Rams Milano | Centro Sportivo Chico Nova |

#### 2012
| Piacenza 18 marzo 2012, ore 15:00 Regular Season Golden League FIF 2012 | Cinghiali Piacenza | 6 – 39 (6-6 0-7 0-13 0-13) referto | Rams Milano | C.S., via Radini Tedeschi (ca. 350 spett.) |
| \| \| \| \| \| C. Bianchi Q1 (TD) 25yd pass from Zucconi, pat failed \| Marcatori \| Gnuva Q1 (TD) 10yd run, pat failed Pollastri Q2 (TD) 50yd pass from Murino Cosma Q2 (pat) Nigro Q3 (TD) 5yd run, tpc failed Murino Q3 (TD) 1yd run Cosma Q3 (pat) Murino Q4 (TD) 50yd run Cosma Q4 (pat) Nigro Q4 (TD) 29yd run, pat failed \| |                    | |             |                                            |
| |                    | |             |                                            |
| C. Bianchi Q1 (TD) 25yd pass from Zucconi, pat failed | Marcatori          | Gnuva Q1 (TD) 10yd run, pat failed Pollastri Q2 (TD) 50yd pass from Murino Cosma Q2 (pat) Nigro Q3 (TD) 5yd run, tpc failed Murino Q3 (TD) 1yd run Cosma Q3 (pat) Murino Q4 (TD) 50yd run Cosma Q4 (pat) Nigro Q4 (TD) 29yd run, pat failed |             |                                            |

| Caltignaga 25 marzo 2012, ore 15:00 Regular Season Golden League FIF 2012 | Lancieri Novara | 6 – 34 (0-8 6-6 0-20 0-0) referto | Rams Milano | C.S., via dello Sport |
| \| \| \| \| \| Zanforlin Q2 (TD) 3yd run, tpc failed \| Marcatori \| Andrea Mahmoud Q1 (TD) 9yd run Andrea Mahmoud Q1 (tpc) pass from Marco Murino Matteo Nigro Q2 (TD) 10yd run, pat failed Francesco Venafro Q3 (TD) 3yd pass from Marco Murino, tpc failed Matteo Nigro Q3 (TD) 6yd run Francesco Venafro Q3 (tpc) pass from Marco Murino Mattia Bogianchino Q3 (TD) 59yd interception return, tpc failed \| |                 | |             |                       |
| |                 | |             |                       |
| Zanforlin Q2 (TD) 3yd run, tpc failed | Marcatori       | Andrea Mahmoud Q1 (TD) 9yd run Andrea Mahmoud Q1 (tpc) pass from Marco Murino Matteo Nigro Q2 (TD) 10yd run, pat failed Francesco Venafro Q3 (TD) 3yd pass from Marco Murino, tpc failed Matteo Nigro Q3 (TD) 6yd run Francesco Venafro Q3 (tpc) pass from Marco Murino Mattia Bogianchino Q3 (TD) 59yd interception return, tpc failed |             |                       |

| Villaggio Sereno 1º aprile 2012, ore 15:00 Regular Season Golden League FIF 2012 | Bengals Brescia | 38 – 20 (12-0 6-8 7-12 13-0) referto | Rams Milano | C.S. Chicco Nova, Traversa diciottesima |
| \| \| \| \| \| Anelli Q1 (TD) 33yd pass from Turotti, kick failed Zanola Q1 (TD) 1yd run, tpc failed Barbolla Q2 (TD) 6yd run, tpc failed Zanola Q3 (TD) 15yd run Barbolla Q3 (pat) Barbolla Q4 (TD) 32yd run, tpc failed Sbaraini Q4 (TD) 5yd pass from Fausto Barbolla Q4 (pat) \| Marcatori \| Matteo Nigro Q2 (TD) 19yd run Marco Murino Q2 (tpc) rush Matteo Nigro Q3 (TD) 11yd run, tpc failed Matteo Nigro Q3 (TD) 3yd run, tpc failed \| |                 | |             |                                         |
| |                 | |             |                                         |
| Anelli Q1 (TD) 33yd pass from Turotti, kick failed Zanola Q1 (TD) 1yd run, tpc failed Barbolla Q2 (TD) 6yd run, tpc failed Zanola Q3 (TD) 15yd run Barbolla Q3 (pat) Barbolla Q4 (TD) 32yd run, tpc failed Sbaraini Q4 (TD) 5yd pass from Fausto Barbolla Q4 (pat) | Marcatori       | Matteo Nigro Q2 (TD) 19yd run Marco Murino Q2 (tpc) rush Matteo Nigro Q3 (TD) 11yd run, tpc failed Matteo Nigro Q3 (TD) 3yd run, tpc failed |             |                                         |

| Milano 15 aprile 2012, ore 15:00 Regular Season Golden League FIF 2012 | Rams Milano | 34 – 0 (14-0 0-0 14-0 6-0) referto | Cinghiali Piacenza | Centro Sportivo Saini |
| \| \| \| \| \| Andrea Mahmoud Q1 (TD) 11yd run Francesco Venafro Q1 (tpc) pass from Marco Murino Mattia Bogianchino Q1 (TD) 30yd interception return, tpc failed Andrea Mahmoud Q3 (TD) 26yd run, tpc failed Andrea Mahmoud Q3 (TD) 28yd run Micael Busnach Haim Q3 (tpc) pass from Marco Murino Edoardo Pollastri Q4 (TD) 10yd run, tpc failed \| Marcatori \| \| |             |                                    |                    |                       |
| |             |                                    |                    |                       |
| Andrea Mahmoud Q1 (TD) 11yd run Francesco Venafro Q1 (tpc) pass from Marco Murino Mattia Bogianchino Q1 (TD) 30yd interception return, tpc failed Andrea Mahmoud Q3 (TD) 26yd run, tpc failed Andrea Mahmoud Q3 (TD) 28yd run Micael Busnach Haim Q3 (tpc) pass from Marco Murino Edoardo Pollastri Q4 (TD) 10yd run, tpc failed                                   | Marcatori   |                                    |                    |                       |

| Milano 22 aprile 2012, ore 15:00 Regular Season Golden League FIF 2012 | Rams Milano | 34 – 14 (6-6 8-0 12-8 8-0) referto                                                                                   | Lancieri Novara | Centro Sportivo Saini |
| \| \| \| \| \| Francesco Venafro Q1 (TD) 2yd pass from Marco Murino, tpc failed Micael Busnach Haim Q2 (TD) 10yd pass from Marco Murino, tpc failed Gianluca Pasqualetti Q2 (saf) blocks punt over the end line Matteo Nigro Q3 (TD) 19yd run, tpc failed Marco Murino Q1 (TD) 9yd run, tpc failed Marco Murino Q4 (TD) 5yd run Andrea Mahmoud Q4 (tpc) pass from Marco Murino \| Marcatori \| Ricci Q1 (TD) 25yd pass from Zanfolin, pat failed Zampagni Q3 (TD) 33yd run Di Girolamo Q3 (tpc) pass from Zanforlin \| |             | |                 |                       |
| |             | |                 |                       |
| Francesco Venafro Q1 (TD) 2yd pass from Marco Murino, tpc failed Micael Busnach Haim Q2 (TD) 10yd pass from Marco Murino, tpc failed Gianluca Pasqualetti Q2 (saf) blocks punt over the end line Matteo Nigro Q3 (TD) 19yd run, tpc failed Marco Murino Q1 (TD) 9yd run, tpc failed Marco Murino Q4 (TD) 5yd run Andrea Mahmoud Q4 (tpc) pass from Marco Murino | Marcatori   | Ricci Q1 (TD) 25yd pass from Zanfolin, pat failed Zampagni Q3 (TD) 33yd run Di Girolamo Q3 (tpc) pass from Zanforlin |                 |                       |

| Milano 29 aprile 2012, ore 15:00 Regular Season Golden League FIF 2012 | Rams Milano | 30 – 26 (16-0 0-6 8-6 6-14) referto | Bengals Brescia | Centro Sportivo Saini |
| \| \| \| \| \| A.Mahmoud Q1 (TD) 11yd run Pollastri Q1 (tpc) pass from Murino A.Mahmoud Q1 (TD) 56yd run Busnach Q1 (tpc) pass from Murino A.Mahmoud Q3 (TD) 14yd run A.Mahmoud Q3 (tpc) rush A.Mahmoud Q4 (TD) 2yd run, tpc failed \| Marcatori \| Cigala Q2 (TD) 35yd pass from Turotti, tpc failed Tinti Q3 (TD) 11yd pass from Turotti, tpc failed Tinti Q3 (TD) 28yd pass from Turotti Barbolla Q4 (tpc) rush Pini Q4 (TD) 20yd interception return, tpc failed \| |             | |                 |                       |
| |             | |                 |                       |
| A.Mahmoud Q1 (TD) 11yd run Pollastri Q1 (tpc) pass from Murino A.Mahmoud Q1 (TD) 56yd run Busnach Q1 (tpc) pass from Murino A.Mahmoud Q3 (TD) 14yd run A.Mahmoud Q3 (tpc) rush A.Mahmoud Q4 (TD) 2yd run, tpc failed | Marcatori   | Cigala Q2 (TD) 35yd pass from Turotti, tpc failed Tinti Q3 (TD) 11yd pass from Turotti, tpc failed Tinti Q3 (TD) 28yd pass from Turotti Barbolla Q4 (tpc) rush Pini Q4 (TD) 20yd interception return, tpc failed |                 |                       |

| Milano 13 maggio 2012, ore 15:00 Semifinali Golden League FIF 2012 | Rams Milano | 56 – 38 (14-0 14-14 16-8 12-16) referto | Lancieri Novara | Centro Sportivo Saini |
| \| \| \| \| \| Nigro Q1 (TD) 8yd run Venafro Q1 (tpc) pass from Murino Nigro Q1 (TD) 2yd run, tpc failed Nigro Q2 (TD) 34yd run, tpc failed A.Mahmoud Q2 (TD) 15yd run Busnach Q2 (tpc) pass from Murino Q3 (TD) 6yd run Pollastri Q3 (tpc) pass from Murino Q3 (TD) 1yd run Lorusso Q3 (tpc) pass from Murino Q4 (TD) 26yd run, tpc failed A.Mahmoud Q4 (TD) 2yd run, tpc failed \| Marcatori \| Rolando Q2 (TD) 20yd pass from Zanforlin, tpc failed Zanforlin Q2 (TD) 23yd run Di Giorgio Q2 (tpc) 20yd pass from Zanforlin Cianchi Q3 (TD) 26yd rush Cianchi Q3 (tpc) rush Cianchi Q4 (TD) 9yd rush Zanforlin Q4 (tpc) rush Zanforlin Q4 (TD) 1yd rush, tpc failed \| |             | |                 |                       |
| |             | |                 |                       |
| Nigro Q1 (TD) 8yd run Venafro Q1 (tpc) pass from Murino Nigro Q1 (TD) 2yd run, tpc failed Nigro Q2 (TD) 34yd run, tpc failed A.Mahmoud Q2 (TD) 15yd run Busnach Q2 (tpc) pass from Murino Q3 (TD) 6yd run Pollastri Q3 (tpc) pass from Murino Q3 (TD) 1yd run Lorusso Q3 (tpc) pass from Murino Q4 (TD) 26yd run, tpc failed A.Mahmoud Q4 (TD) 2yd run, tpc failed | Marcatori   | Rolando Q2 (TD) 20yd pass from Zanforlin, tpc failed Zanforlin Q2 (TD) 23yd run Di Giorgio Q2 (tpc) 20yd pass from Zanforlin Cianchi Q3 (TD) 26yd rush Cianchi Q3 (tpc) rush Cianchi Q4 (TD) 9yd rush Zanforlin Q4 (tpc) rush Zanforlin Q4 (TD) 1yd rush, tpc failed |                 |                       |

| Bresso 19 maggio 2012, ore 21:00 Superbowl FIF 2012 | Rams Milano | 6 – 41 (0-7 6-21 0-6 0-7) referto | Bengals Brescia | C.S., Via Grazia Deledda |
| \| \| \| \| \| Venafro Q2 (TD) 7yd pass from Murino, tpc failed \| Marcatori \| Cardigno Q1 (TD) 49yd pass from Turotti Barbolla Q1 (pat) Anelli Q2 (TD) 7yd pass from Turotti Barbolla Q2 (pat) Tinti Q2 (TD) 8yd run Barbolla Q2 (pat) Barbolla Q2 (TD) 22yd run Barbolla Q2 (pat) Cardigno Q3 (TD) 50yd pass from Turotti, pat failed Zanola Q4 (TD) 8yd run Barbolla Q4 (pat) \| |             | |                 |                          |
| |             | |                 |                          |
| Venafro Q2 (TD) 7yd pass from Murino, tpc failed | Marcatori   | Cardigno Q1 (TD) 49yd pass from Turotti Barbolla Q1 (pat) Anelli Q2 (TD) 7yd pass from Turotti Barbolla Q2 (pat) Tinti Q2 (TD) 8yd run Barbolla Q2 (pat) Barbolla Q2 (TD) 22yd run Barbolla Q2 (pat) Cardigno Q3 (TD) 50yd pass from Turotti, pat failed Zanola Q4 (TD) 8yd run Barbolla Q4 (pat) |                 |                          |

| Villaggio Sereno 14 ottobre 2012, ore 15:00 Regular Season Golden League FIF 2012 autunno | Bengals Brescia | 14 – 20 (0-6 6-8 0-6 8-0) referto | Rams Milano | C.S. Chicco Nova, Traversa diciottesima |
| \| \| \| \| \| Cigala Q2 (TD) 24yd pass from Longo, pat failed Mescerjakovs Q4 (TD) 13yd run Sbaraini Q4 (tpc) pass from Longo \| Marcatori \| Venafro Q1 (TD) 9yd run, tpc failed Murino Q2 (TD) 34yd run Nigro Q2 (tpc) pass from Murino Pollastri Q3 (TD) 34yd pass from Murino, tpc failed \| |                 | |             |                                         |
| |                 | |             |                                         |
| Cigala Q2 (TD) 24yd pass from Longo, pat failed Mescerjakovs Q4 (TD) 13yd run Sbaraini Q4 (tpc) pass from Longo | Marcatori       | Venafro Q1 (TD) 9yd run, tpc failed Murino Q2 (TD) 34yd run Nigro Q2 (tpc) pass from Murino Pollastri Q3 (TD) 34yd pass from Murino, tpc failed |             |                                         |

| Milano 21 ottobre 2012, ore 14:30 Regular Season Golden League FIF 2012 autunno | Rams Milano | 64 – 7 (15-0 27-0 16-7 6-0) referto | Black Horses Faenza | Centro Sportivo Saini |

| Milano 28 ottobre 2012, ore 14:30 Regular Season Golden League FIF 2012 autunno | Rams Milano | 42 – 20 (22-12 14-0 0-0 6-8) referto | Lancieri Novara | Centro Sportivo Saini |

| Milano 4 novembre 2012, ore 14:30 Regular Season Golden League FIF 2012 autunno | Rams Milano | 18 – 28 (0-0 6-8 0-0 12-20) referto | Bengals Brescia | Centro Sportivo Saini |

| San Lorenzo in Noceto 10 novembre 2012, ore 19:30 Regular Season Golden League FIF 2012 autunno | Black Horses Faenza | 18 – 66 (0-22 12-18 0-6 6-20) referto | Rams Milano | Campo Sportivo di via Bachelet |

| Caltignaga 18 novembre 2012, ore 14:30 Regular Season Golden League FIF 2012 autunno | Lancieri Novara | 52 – 58 (0-14 30-16 0-8 22-20) referto | Rams Milano | C.S., via dello Sport |

| Milano 25 novembre 2012, ore 14:30 Semifinali Golden League FIF 2012 autunno | Rams Milano | 54 – 13 (6-0 14-7 20-0 14-6) referto | Black Horses Faenza | Centro Sportivo Saini |

| Bresso 1º dicembre 2012, ore 21:00 Superbowl FIF 2012 autunno | Rams Milano | 22 – 16 (0-3 14-6 0-7 8-0) referto | Bengals Brescia | C.S., Via Grazia Deledda |

#### 2013
| Villaggio Sereno 28 settembre 2013, ore 20:30 Regular Season Golden League FIF 2013 | Bengals Brescia | 26 – 8 (0-8 6-0 6-0 14-0) referto | Rams Milano | C.S. Chicco Nova, Traversa diciottesima |

| Milano 6 ottobre 2013, ore 15:00 Regular Season Golden League FIF 2013 | Rams Milano | 20 – 50 (8-16 6-20 0-14 6-0) referto | Terminators Brescia | Centro Sportivo Saini |

| Milano 20 ottobre 2013, ore 15:00 Regular Season Golden League FIF 2013 | Rams Milano | 46 – 12 (12-6 16-6 12-0 6-0) referto | Italian Football Academy Milano | Centro Sportivo Saini |

| Granozzo con Monticello 26 ottobre 2013, ore 20:30 Regular Season Golden League FIF 2013 | Lancieri Novara | 61 – 50 (20-14 21-18 6-6 14-12) referto | Rams Milano | C.S. Novarello Via Dante Graziosi 1 |

| Milano 10 novembre 2013, ore 14:30 Regular Season Golden League FIF 2013 | Rams Milano | 34 – 20 (OT) referto | Bengals Brescia | Centro Sportivo Saini |

| Villaggio Sereno 17 novembre 2013, ore 14:00 Regular Season Golden League FIF 2013 | Terminators Brescia | 56 – 8 | Rams Milano | C.S. Chicco Nova, Traversa diciottesima |

| Milano 24 novembre 2013, ore 14:30 Regular Season Golden League FIF 2013 | Rams Milano | 54 – 18 referto | Lancieri Novara | Centro Sportivo Saini |

| Milano 1º dicembre 2013, ore 14:30 Semifinali Golden League FIF 2013 | Rams Milano | 38 – 30 referto | Lancieri Novara | Centro Sportivo Saini |

| Milano 7 dicembre 2013, ore 20:00 Superbowl FIF 2013 | Terminators Brescia | 40 – 20 | Rams Milano | Velodromo Vigorelli |

#### 2014
| Viterbo 12 ottobre 2014, ore 14:30 Regular Season Golden League FIF 2014 | Pitbulls Viterbo | 0 – 74 (0-21 0-22 0-15 0-16) referto | Rams Milano | Stadio Parrocchiale Villanova |
| \| \| \| \| \| \| Marcatori \| Giannino Q1 (saf) Cicchetti sacked in end-zone Pollastri Q1 (TD) 85yd kickoff return Lorusso Q1 (TD) 5yd pass from Murino Busnach Q1 (TD) 3yd pass from Murino Maymon Q1 (pat) Di Marco Q2 (TD) 8yd pass from Murino Maymon Q2 (pat) S.Ceruti Q2 (TD) 5yd pass from Murino Maymon Q2 (pat) Nigro Q2 (TD) 10yd pass from Murino Maymon Q2 (tpc) pass from Murino S.Ceruti Q3 (TD) 100yd kickoff return Maymon Q3 (tpc) pass from Murino S.Ceruti Q3 (TD) 28yd pass from Murino Maymon Q3 (pat) Murino Q4 (TD) 5yd run Lopes Sanca Q4 (tpc) pass from Murino Tegon Q4 (TD) 80yd interception return Busnach Q4 (tpc) pass from Murino \| |                  | |             |                               |
| |                  | |             |                               |
| | Marcatori        | Giannino Q1 (saf) Cicchetti sacked in end-zone Pollastri Q1 (TD) 85yd kickoff return Lorusso Q1 (TD) 5yd pass from Murino Busnach Q1 (TD) 3yd pass from Murino Maymon Q1 (pat) Di Marco Q2 (TD) 8yd pass from Murino Maymon Q2 (pat) S.Ceruti Q2 (TD) 5yd pass from Murino Maymon Q2 (pat) Nigro Q2 (TD) 10yd pass from Murino Maymon Q2 (tpc) pass from Murino S.Ceruti Q3 (TD) 100yd kickoff return Maymon Q3 (tpc) pass from Murino S.Ceruti Q3 (TD) 28yd pass from Murino Maymon Q3 (pat) Murino Q4 (TD) 5yd run Lopes Sanca Q4 (tpc) pass from Murino Tegon Q4 (TD) 80yd interception return Busnach Q4 (tpc) pass from Murino |             |                               |

| Granozzo con Monticello 25 ottobre 2014, ore 20:00 Regular Season Golden League FIF 2014 | Lancieri Novara | 22 – 49 | Rams Milano | C.S. Novarello Via Dante Graziosi 1 |

| Milano 2 novembre 2014, ore 14:30 Regular Season Golden League FIF 2014 | Rams Milano | 68 – 0 (28-0 25-0 3-0 12-0) referto | Pitbulls Viterbo | Centro Sportivo Saini |
| \| \| \| \| \| Zambelli Q1 (TD) 47yd interception return, S.Ceruti Q1 (pat) Murino Q1 (TD) 15yd rush, S.Ceruti Q1 (pat) Nason Q1 (TD) 35yd interception return, Nigro Q1 (tpc) rush S.Ceruti Q1 (TD) 19yd pass from Murino, tpc failed Pollastri Q2 (TD) 16yd rush, tpc failed Cecchini Q2 (TD) 11yd pass from Murino, kick failed Pollastri Q2 (TD) 2yd pass from Murino, kick failed Leemans Q2 (TD) 26yd interception return, S.Ceruti Q1 (pat) S.Ceruti Q3 (FG) Cecchini Q4 (TD) 28yd pass from Murino, tpc failed Lorusso Q4 (TD) 7yd pass from Murino, tpc failed \| Marcatori \| \| |             |                                     |                  |                       |
| |             |                                     |                  |                       |
| Zambelli Q1 (TD) 47yd interception return, S.Ceruti Q1 (pat) Murino Q1 (TD) 15yd rush, S.Ceruti Q1 (pat) Nason Q1 (TD) 35yd interception return, Nigro Q1 (tpc) rush S.Ceruti Q1 (TD) 19yd pass from Murino, tpc failed Pollastri Q2 (TD) 16yd rush, tpc failed Cecchini Q2 (TD) 11yd pass from Murino, kick failed Pollastri Q2 (TD) 2yd pass from Murino, kick failed Leemans Q2 (TD) 26yd interception return, S.Ceruti Q1 (pat) S.Ceruti Q3 (FG) Cecchini Q4 (TD) 28yd pass from Murino, tpc failed Lorusso Q4 (TD) 7yd pass from Murino, tpc failed                                   | Marcatori   |                                     |                  |                       |

| Milano 16 novembre 2014, ore 14:30 Regular Season Golden League FIF 2014 | Rams Milano | 42 – 29 (12-8 14-21 16-0 0-0) referto | Lancieri Novara | Centro Sportivo Saini |
| \| \| \| \| \| A.Mahmoud Q1 (TD) 15yd rush, kick failed Pollastri Q1 (TD) 55yd rush, tpc failed Lorusso Q2 (TD) 5yd pass from Murino, A.Mahmoud Q2 (tpc) rush Busnach Q2 (TD) 28yd pass from Murino, tpc failed A.Mahmoud Q3 (TD) 2yd rush, Cecchini Q3 (tpc) pass from Murino Nigro Q3 (TD) 30yd rush, Busnach Q3 (tpc) pass from Murino \| Marcatori \| Galdini Q1 (TD) 44yd pass from Zanforlin, Zanforlin Q1 (tpc) rush S.Purghè Q2 (TD) 4yd pass from Zanforlin, G.Purghè Q2 (pat) Galdini Q2 (TD) 14yd pass from Zanforlin, G.Purghè Q2 (pat) Galdini Q2 (TD) 11yd pass from Zanforlin, G.Purghè Q2 (pat) \| |             | |                 |                       |
| |             | |                 |                       |
| A.Mahmoud Q1 (TD) 15yd rush, kick failed Pollastri Q1 (TD) 55yd rush, tpc failed Lorusso Q2 (TD) 5yd pass from Murino, A.Mahmoud Q2 (tpc) rush Busnach Q2 (TD) 28yd pass from Murino, tpc failed A.Mahmoud Q3 (TD) 2yd rush, Cecchini Q3 (tpc) pass from Murino Nigro Q3 (TD) 30yd rush, Busnach Q3 (tpc) pass from Murino | Marcatori   | Galdini Q1 (TD) 44yd pass from Zanforlin, Zanforlin Q1 (tpc) rush S.Purghè Q2 (TD) 4yd pass from Zanforlin, G.Purghè Q2 (pat) Galdini Q2 (TD) 14yd pass from Zanforlin, G.Purghè Q2 (pat) Galdini Q2 (TD) 11yd pass from Zanforlin, G.Purghè Q2 (pat) |                 |                       |

| Milano 22 novembre 2014, ore 20:00 Superbowl FIF 2014 | Rams Milano | 34 – 18 (8-6 6-0 12-12 8-0) referto | Lancieri Novara | Velodromo Vigorelli |
| \| \| \| \| \| Nigro Q1 (TD) 6yd rush, Lorusso Q1 (tpc) pass from Murino Nigro Q2 (TD) 4yd pass from Murino, tpc failed Pollastri Q3 (TD) 67yd pass from Murino, tpc failed Murino Q3 (TD) 63yd rush, tpc failed Murino Q4 (TD) 1yd rush, Lorusso Q4 (tpc) pass from Murino \| Marcatori \| Galdini Q1 (TD) 10d pass from Zanforlin, tpc failed Zanforlin Q3 (TD) 1yd rush, kick failed Galdini Q3 (TD) 37yd pass from Zanforlin, tpc failed \| |             | |                 |                     |
| |             | |                 |                     |
| Nigro Q1 (TD) 6yd rush, Lorusso Q1 (tpc) pass from Murino Nigro Q2 (TD) 4yd pass from Murino, tpc failed Pollastri Q3 (TD) 67yd pass from Murino, tpc failed Murino Q3 (TD) 63yd rush, tpc failed Murino Q4 (TD) 1yd rush, Lorusso Q4 (tpc) pass from Murino | Marcatori   | Galdini Q1 (TD) 10d pass from Zanforlin, tpc failed Zanforlin Q3 (TD) 1yd rush, kick failed Galdini Q3 (TD) 37yd pass from Zanforlin, tpc failed |                 |                     |

#### 2015
| Milano 22 marzo 2015, ore 14:00 Regular season Italy 9 Championship 2015 | Rams Milano | 50 – 6 (12-0 20-6 15-0 3-0) referto | Cowboys Selvazzano | Centro Sportivo Saini |

| Feltre 29 marzo 2015, ore 14:30 Regular season Italy 9 Championship 2015 | Celtics Dolomiti | 0 – 45 (0-3 0-13 0-22 0-7) referto | Rams Milano |  |

| Milano 12 aprile 2015, ore 14.30 Regular season Italy 9 Championship 2015 | Rams Milano | 44 – 0 (12-0 13-0 9-0 10-0) referto | Celtics Dolomiti | Centro Sportivo Saini |

| Selvazzano 25 aprile 2015, ore 20:00 Regular season Italy 9 Championship 2015 | Cowboys Selvazzano | 21 – 24 (6-6 8-6 7-12 0-0) referto | Rams Milano |  |

| Milano 24 maggio 2015, ore 15:00 Semifinali Italy 9 Championship 2015 | Rams Milano | 54 – 3 referto | Broncos Faenza |  |

| Granozzo con Monticello 7 giugno 2015, ore 18:00 Superbowl Italy 9 Championship 2015 | Lancieri Novara | 42 – 40 referto | Rams Milano | Novarello - Villaggio Azzurro |

#### 2016
| Varese 13 marzo 2016, ore 14:00 CEST Regular Season Terza Divisione FIDAF 2016 | Gorillas Varese | 29 – 30 referto | Rams Milano | Jungle Field Nicolò De Peverelli |

| Piacenza 19 marzo 2016, ore 15:00 CEST Regular Season Terza Divisione FIDAF 2016 | Wolverines Piacenza | 27 – 24 referto | Rams Milano | Centro Sportivo Rugby Gigi Savoia |

| Bresso 2 aprile 2016, ore 21:00 CEST Regular Season Terza Divisione FIDAF 2016 | Rams Milano | 46 – 27 referto | GTeam Gallarate | C.S. Comunale |

| Bresso 23 aprile 2016, ore 21:00 CEST Regular Season Terza Divisione FIDAF 2016 | Rams Milano | 70 – 0 (20-0 30-0 12-0 8-0) | Tigers Cremona | C.S. Comunale |

| Bresso 7 maggio 2016, ore 21:00 CEST Regular Season Terza Divisione FIDAF 2016 | Rams Milano | 40 – 23 referto | Gorillas Varese | Centro Sportivo Comunale |

| Piacenza 22 maggio 2016, ore 15:00 CEST Regular Season Terza Divisione FIDAF 2016 | Wolverines Piacenza | 26 – 20 (6-6 12-0 8-0 0-14) referto | Rams Milano | Centro Sportivo Rugby Gigi Savoia |

| Bresso 4 giugno 2016, ore 20:55 CEST Wild Card Terza Divisione FIDAF 2016 | Rams Milano | 41 – 24 (6-0 12-21 8-3 15-0) referto | Thunders Trento | C.S. Comunale Grazia Deledda |

| Vicenza 12 giugno 2016, ore 17:00 Quarti di conference Terza Divisione FIDAF 2016 | Hurricanes Vicenza | 19 – 26 (7-6 0-6 6-8 6-6) referto | Rams Milano | Campo Sportivo |

| Sant'Agata Bolognese 18 giugno 2016, ore 21:00 Semifinali di conference Terza Divisione FIDAF 2016 | Knights Sant'Agata | 19 – 6 (7-6 6-0 6-0 0-0) referto | Rams Milano | C.S. Bellei |

#### 2017
| Piacenza 19 febbraio 2017, ore 14:30 CET Regular Season Terza Divisione FIDAF 2017 | Wolverines Piacenza | 6 – 46 (0-0 6-7 0-21 0-18) referto | Rams Milano | Centro Sportivo Rugby Gigi Savoia |

| Bresso 25 febbraio 2017, ore 21:05 CET Regular Season Terza Divisione FIDAF 2017 | Rams Milano | 15 – 16 (0-0 7-6 0-0 8-10) referto | Lancieri Novara | Centro Sportivo Comunale |

| Bresso 11 marzo 2017, ore 21:00 CET Regular Season Terza Divisione FIDAF 2017 | Rams Milano | 39 – 12 (7-6 21-0 2-6 9-0) referto | Blitz San Carlo | C.S. Comunale |

| Bresso 22 aprile 2017, ore 21:00 CEST Regular Season Terza Divisione FIDAF 2017 | Rams Milano | 41 – 12 referto | Wolverines Piacenza | Centro Sportivo Comunale Bresso |

| San Giorgio Canavese 30 aprile 2017, ore 15:05 CEST Regular Season Terza Divisione FIDAF 2017 | Mastiffs Canavese | 0 – 24 referto | Rams Milano | C.S. San Giorgio Canavese |

| Novara 21 maggio 2017, ore 15:00 CEST Regular Season Terza Divisione FIDAF 2017 | Lancieri Novara | 38 – 32 referto | Rams Milano | Lancieri Field |

| Pero 3 giugno 2017, ore 16:00 CEST Wild Card Terza Divisione FIDAF 2017 | Rams Milano | 42 – 31 (14-13 14-6 7-0 7-12) referto | Muli Trieste | Stadio Comunale Gianni Brera |

| Vicenza 11 giugno 2017, ore 18:00 CEST Quarti di conference Terza Divisione FIDAF 2017 | Hurricanes Vicenza | 33 – 24 (13-6 6-6 7-0 7-12) referto | Rams Milano | BPVI Arena |

#### 2018
| Bresso 17 febbraio 2018, ore 21:00 Regular Season Terza Divisione FIDAF 2018 | Rams Milano | 18 – 38 (7-10 3-7 8-14 0-7) referto | Predatori Golfo del Tigullio | Centro Sportivo Comunale (100 spett.)\| Arbitro: \| Sala \| |
| Arbitro:                                                                     | Sala        |                                     |                              |                                                             |

| Bresso 17 marzo 2018, ore 21:00 Regular Season Terza Divisione FIDAF 2018 | Rams Milano | 9 – 6 (0-6 0-0 0-0 9-0) referto | Pirates Savona | Centro Sportivo Comunale (100 spett.)\| Arbitro: \| Camossa \| |
| Arbitro:                                                                  | Camossa     |                                 |                |                                                                |

| Asti 25 marzo 2018, ore 14:30 Regular Season Terza Divisione FIDAF 2018 | Alfieri Asti | 0 – 49 (0-7 0-20 0-8 0-14) referto | Rams Milano | Circolo Lungotanaro (60 spett.)\| Arbitro: \| G. Rizzello \| |
| Arbitro:                                                                | G. Rizzello  |                                    |             |                                                              |

| Novara 21 aprile 2018, ore 15:00 Regular Season Terza Divisione FIDAF 2018 | Lancieri Novara | 31 – 26 (8-6 16-8 0-6 7-6) referto | Rams Milano | Lancieri Field (100 spett.)\| Arbitro: \| M. Bernardi \| |
| Arbitro:                                                                   | M. Bernardi     |                                    |             |                                                          |

| Novara 5 maggio 2018, ore 16:00 Regular Season Terza Divisione FIDAF 2018 | Lancieri Novara | 10 – 7 (0-0 3-0 0-7 7-0) referto | Rams Milano | Lancieri Field (100 spett.) |

| Bresso 19 maggio 2018, ore 21:15 Regular Season Terza Divisione FIDAF 2018 | Rams Milano | 15 – 12 referto | Pirates Savona | Centro Sportivo Comunale (100 spett.)\| Arbitro: \| Zampedri \| |
| Arbitro:                                                                   | Zampedri    |                 |                |                                                                 |

| Trieste 2 giugno 2018, ore 20:55 Wild Card Terza Divisione FIDAF 2018 | Muli Trieste | 28 – 25 (7-7 7-0 7-12 7-6) referto | Rams Milano | Stadio Comunale S. Luigi (210 spett.)\| Arbitro: \| G. Davis \| |
| Arbitro:                                                              | G. Davis     |                                    |             |                                                                 |

#### 2019
| Piacenza 3 marzo 2019, ore 15:00 Regular Season CIF9 FIDAF 2019 | Wolverines Piacenza | 38 – 36 (12-0 12-12 14-8 0-16) referto | Rams Milano | Centro Sportivo Rugby Gigi Savoia (50 spett.)\| Arbitro: \| Zampedri \| |
| Arbitro:                                                        | Zampedri            |                                        |             |                                                                         |

| Bresso 9 marzo 2019, ore 21:00 Regular Season CIF9 FIDAF 2019 | Rams Milano | 54 – 14 (6-8 6-6 22-0 20-0) referto | Frogs Legnano | Centro Sportivo Comunale (150 spett.) |

| Bienate 17 marzo 2019, ore 15:00 Regular Season CIF9 FIDAF 2019 | Frogs Legnano | 6 – 42 (0-7 6-22 0-0 0-13) referto | Rams Milano | Stadio di Bienate (100 spett.)\| Arbitro: \| G. Rizzello \| |
| Arbitro:                                                        | G. Rizzello   |                                    |             |                                                             |

| Chiavari 30 marzo 2019, ore 21:00 Regular Season CIF9 FIDAF 2019 | Predatori Golfo del Tigullio | 19 – 30 (7-0 6-14 6-8 0-8) referto | Rams Milano | C.S. Daneri (150 spett.)\| Arbitro: \| Passalacqua \| |
| Arbitro:                                                         | Passalacqua                  |                                    |             |                                                       |

| Bresso 27 aprile 2019, ore 21:00 Regular Season CIF9 FIDAF 2019 | Rams Milano | 30 – 28 (0-7 22-13 8-0 0-8) referto | Wolverines Piacenza | Centro Sportivo Comunale (50 spett.) |

| Bresso 11 maggio 2019, ore 21:00 Regular Season CIF9 FIDAF 2019 | Rams Milano | 18 – 14 (6-0 6-7 0-0 6-7) referto | Lancieri Novara | Centro Sportivo Comunale (150 spett.) |

| Bresso 8 giugno 2019, ore 21:00 Quarti di conference CIF9 FIDAF 2019 | Rams Milano | 34 – 28 (6-6 8-6 6-0 14-16) referto | Leoni Basiliano | Centro Sportivo Comunale (100 spett.) |

| Verona 16 giugno 2019, ore 16:00 Semifinali di conference CIF9 FIDAF 2019 | Redskins Verona | 42 – 26 (14-0 21-0 0-6 7-20) referto | Rams Milano | C.S. Concordia (200 spett.) |

### 2021-

#### 2021
| Chiavari 1º maggio 2021, ore 21:00 Regular Season CIF9 FIDAF 2021 | Predatori Golfo del Tigullio | 60 – 43 (8-14 24-14 14-0 14-15) referto | Rams Milano | C.S. Daneri (0 spett.)\| Arbitro: \| Camossa \| |
| Arbitro:                                                          | Camossa                      |                                         |             |                                                 |

| Bresso 8 maggio 2021, ore 21:00 Regular Season CIF9 FIDAF 2021 | Rams Milano | 18 – 14 (0-6 5-8 13-0 0-0) referto | Wolverines Piacenza | Centro Sportivo Comunale (0 spett.) |

| Bresso 22 maggio 2021, ore 21:00 Regular Season CIF9 FIDAF 2021 | Rams Milano | 42 – 26 (14-7 6-7 14-0 8-12) referto | Predatori Golfo del Tigullio | Centro Sportivo Comunale (0 spett.)\| Arbitro: \| Sala \| |
| Arbitro:                                                        | Sala        |                                      |                              |                                                           |

| Piacenza 30 maggio 2021, ore 15:30 Regular Season CIF9 FIDAF 2021 | Wolverines Piacenza | 20 – 28 (0-0 13-8 7-14 0-6) referto | Rams Milano | Stadio comunale Walter Beltrametti (0 spett.)\| Arbitro: \| Colombo \| |
| Arbitro:                                                          | Colombo             |                                     |             |                                                                        |

| Bresso 26 giugno 2021, ore 21:00 Quarti di conference CIF9 FIDAF 2021 | Rams Milano | 8 – 20 (0-0 0-14 8-0 0-6) referto | Hurricanes Vicenza | Centro Sportivo Comunale (0 spett.) |

#### 2022
| Bresso 12 marzo 2022, ore 21:00 CEST Regular Season CIF9 FIDAF 2022 | Rams Milano | 42 – 34 (0-21 21-7 14-0 7-6) referto | Gorillas Varese | Centro Sportivo Comunale (0 spett.) |

| Bresso 23 aprile 2022, ore 21:00 Regular Season CIF9 FIDAF 2022 | Rams Milano | 26 – 20 (12-7 14-0 0-6 0-7) referto | Predatori Golfo del Tigullio | Centro Sportivo Comunale (0 spett.) |

| Desio 30 aprile 2022, ore 21:00 Regular Season CIF9 FIDAF 2022 | Hammers Monza Brianza | 13 – 34 (0-6 0-14 6-7 7-7) referto | Rams Milano | Centro Sportivo Comunale |

| Varese 15 maggio 2022, ore 14:30 CEST Regular Season CIF9 FIDAF 2022 | Gorillas Varese | 29 – 28 (0-6 7-6 14-8 8-8) referto | Rams Milano | Stadio Franco Ossola |

| Milano 4 giugno 2022, ore 17:00 Playoff Wild Card (16i) CIF9 FIDAF 2022 | Rams Milano | 31 – 18 (7-0 0-6 7-6 17-6) referto | Predatori Golfo del Tigullio | Centro Sportivo Saini (100 spett.) |

| Milano 18 giugno 2022, ore 17:00 Playoff 8i CIF9 FIDAF 2022 | Rams Milano | 37 – 34 (OT) (14-6 13-6 0-6 7-16 3-0) referto | Achei Crotone | Centro Sportivo Saini (200 spett.) |

| Castelfranco Veneto 25 giugno 2022, ore 20:30 CEST Playoff 4i CIF9 FIDAF 2022 | Cavaliers Castelfranco Veneto | 60 – 15 (21-0 6-9 12-6 21-0) referto | Rams Milano | Centro Sportivo Comunale (50 spett.) |

#### 2023
| Milano 25 febbraio 2023, ore 15:00 CEST Regular Season CIF9 FIDAF 2023 | Rams Milano | 25 – 10 (3-7 7-3 9-0 6-0) referto | Gorillas Varese | Centro Sportivo Saini (70 spett.) |

| Villaggio Sereno 11 marzo 2023, ore 20:30 Regular Season CIF9 FIDAF 2023 | Bengals Brescia | 56 – 21 (14-6 13-12 15-3 14-0) referto | Rams Milano | C.S. Chicco Nova, Traversa diciottesima (70 spett.) |

| Cagliari 26 marzo 2023, ore 13:00 Regular Season CIF9 FIDAF 2023 | Crusaders Cagliari | 0 – 48 (0-21 0-14 0-7 0-6) referto | Rams Milano | C.S. Monte Claro, via Cadello 9 (70 spett.) |

| Milano 15 aprile 2023, ore 25:00 Regular Season CIF9 FIDAF 2023 | Rams Milano | 30 – 27 (7-14 3-13 13-0 7-0) referto | Hammers Monza Brianza | Centro Sportivo Saini (70 spett.) |

| Varese 13 maggio 2023, ore 20:30 CEST Regular Season CIF9 FIDAF 2023 | Gorillas Varese | 3 – 14 (3-0 0-0 0-7 0-7) referto | Rams Milano | Jungle Field Nicolò De Peverelli |

| Milano 21 maggio 2023, ore 14:00 Regular Season CIF9 FIDAF 2023 | Rams Milano | 49 – 28 (14-6 7-0 14-6 14-16) referto | Crusaders Cagliari | Centro Sportivo Saini (100 spett.) |

| Milano 10 giugno 2023, ore 20:00 CEST Wild Card CIF9 FIDAF 2023 | Rams Milano | 25 – 22 (7-7 7-15 3-0 8-0) referto | Thunders Trento | Centro Sportivo Saini (100 spett.) |

| Castelfranco Veneto 17 giugno 2023, ore 20:30 CEST Playoff 4i CIF9 FIDAF 2023 | Cavaliers Castelfranco Veneto | 43 – 21 (10-7 14-6 13-8 6-0) referto | Rams Milano | Centro Sportivo Comunale (50 spett.) |

#### 2024
| Segrate 2 marzo 2024, ore 14:30 CEST Regular Season 9FL FIDAF 2024 | Rams Milano | 36 – 0 (6-0 13-0 2-0 15-0) referto | Gorillas Varese | Campo Sportivo Novegro (70 spett.) |

| Cagliari 17 marzo 2024, ore 14:30 Regular Season 9FL FIDAF 2024 | Crusaders Cagliari | 42 – 35 (0-7 20-7 6-7 16-14) referto | Rams Milano | C.S. Monte Claro, via Cadello 9 (70 spett.) |

| Cirié 7 aprile 2024, ore 14:30 Regular Season 9FL FIDAF 2024 | Blitz Ciriè | 6 – 27 (0-0 6-21 0-0 0-6) referto | Rams Milano | C.S.Delle Spine (100 spett.) |

| Varese 20 aprile 2024, ore 19:30 CEST Regular Season 9FL FIDAF 2024 | Gorillas Varese | 16 – 41 (6-7 3-14 0-13 7-7) referto | Rams Milano | Jungle Field Nicolò De Peverelli (100 spett.) |

| Segrate 28 aprile 2024, ore 14:30 Regular Season 9FL FIDAF 2024 | Rams Milano | 24 – 6 (6-0 8-0 3-0 7-6) referto | Crusaders Cagliari | Campo Sportivo Novegro (100 spett.) |

| Segrate 18 maggio 2024, ore 15:00 Regular Season 9FL FIDAF 2024 | Rams Milano | 32 – 21 (20-7 0-0 0-0 12-14) referto | Blitz Ciriè | Campo Sportivo Novegro (100 spett.) |

| Segrate 2 giugno 2024, ore 15:30 Wild Card (4i finale di Conference) 9FL FIDAF 2024 | Rams Milano | 42 – 22 (0-8 14-6 21-0 7-8) referto | Honey Badgers Formigine | Campo Sportivo Novegro (100 spett.) |

| Castelfranco Veneto 15 giugno 2024, ore 20:00 CEST Playoff 4i 9FL FIDAF 2024 | Cavaliers Castelfranco Veneto | 46 – 26 (13-7 8-13 6-0 19-6) referto | Rams Milano | Centro Sportivo Comunale (50 spett.) |

#### 2025
| Cagliari 16 marzo 2025, ore 13:00 Regular Season 9FL FIDAF 2025 | Crusaders Cagliari | 28 – 27 (6-0 0-21 8-6 14-0) referto | Rams Milano | Campo Terramaini (70 spett.) |

| Lugano 6 aprile 2025, ore 14:00 Regular Season 9FL FIDAF 2025 | Rebels Lugano | 6 – 46 (0-21 0-14 6-11 0-0) referto | Rams Milano | C.S. Cornaredo (- spett.) |

| Segrate 13 aprile 2025, ore 13:00 Regular Season 9FL FIDAF 2025 | Rams Milano | 21 – 30 (7-8 7-16 7-6 0-0) referto | Crusaders Cagliari | Campo Sportivo Novegro (100 spett.) |

| Segrate 4 maggio 2025, ore 14:00 CEST Regular Season 9FL FIDAF 2025 | Rams Milano | 28 – 21 (OT) (7-7 0-7 7-0 7-7 7-0) referto | Gorillas Varese | Campo Sportivo Novegro (70 spett.) |

| Cirié 18 maggio 2025, ore 15:00 Regular Season 9FL FIDAF 2025 | Blitz Ciriè | 25 – 21 (13-0 0-7 6-8 6-6) referto | Rams Milano | C.S.Delle Spine (100 spett.) |

| Segrate 24 maggio 2025, ore 17:00 Regular Season 9FL FIDAF 2025 | Rams Milano | 35 – 12 (14-0 6-6 3-0 12-6) referto | Rebels Lugano | Campo Sportivo Novegro (50 spett.) |

| Verona 8 giugno 2025, ore 15.00 Ottavi di finale 9FL FIDAF 2025 | Redskins Verona | 57 – 15 (16-3 21-7 0-2 20-3) referto | Rams Milano | C.S. Fiorito - Via Zorzi |

## Persone introdotte nella Hall of Fame
- Luca Saguatti, linebacker, introdotto nel 2007

## Green Elite
Dal 2014 è stato costituita la Green Elite, un gruppo ristretto di giocatori, dirigenti, collaboratori distintisi per impegno e dedizione, nato dall'esigenza di avere giocatori di esempio e di riferimento per coloro che entrano in squadra o già ne fanno parte. 
- 25 giugno 2014, in qualità di fondatori: Paolo Crosti, Randy Beverly Jr., Roberto De Santis
- 11 ottobre 2014: Matteo Nigro, Salvatore "Tato" Ruggiero, Micael Busnach Haim, Marco Murino, Edoardo Pollastri, Andrea Zambelli
- 25 novembre 2014: Gregorio Nason
- 9 giugno 2015: Francesco Lorusso
- 29 febbraio 2016: Fabio Rancati, Tiziana Albini, Luca Dante Lindemann
- 5 giugno 2018: Alessandro Jacopo Sodano, Thomas Geordie Guardamagna
- 18 giugno 2019: Francesco Miracapillo, Corrado Burla
- 6 luglio 2021: Cristiano Mancini, Claudio Minguzzi
- 30 giugno 2022: Paolo Matteo Valdameri

## Premi
Al termine di ogni stagione agonistica la società assegna dei riconoscimenti ai migliori giocatori dell'attacco, della difesa e della giovanile

### Premio Paolo Crosti
al socio che si è distinto per incarnare lo spirito dei Rams
- 2021 Randy Beverly Jr
- 2022 Gregorio Nason
- 2023 Salvatore "Tato" Ruggiero

### Premio Joe Costanzo
al miglior giocatore della difesa
- 2009 Alberto Nobili
- 2010 Ignazio Zanotti
- 2011 non assegnato
- 2012 Filippo Cosma
- 2012 aut., Filippo Cosma
- 2013 Andrea Zambelli
- 2014 Gregorio Nason
- 2015 non assegnato
- 2016 Alessandro Jacopo Sodano
- 2017 Andrea Zambelli
- 2018 Christian Lasteros
- 2019 Daniele Scavariello
- 2020 non assegnato
- 2021 Gabriele Mancini
- 2022 Giacomo Ballarini
- 2023 Giacomo Adami
- 2024 Alessandro Jacopo Sodano
- 2025 Stefano Evangelista

### Premio Rich Cannon
al miglior giocatore dell'attacco
- 2009 Matteo Nigro
- 2010 Karim Salem
- 2011 non assegnato
- 2012 Matteo Nigro
- 2012 aut., Matteo Nigro
- 2013 Salvatore "Tato" Ruggiero
- 2014 Marco Murino
- 2015 non assegnato
- 2016 Cristiano Mancini
- 2017 Federico Provenza
- 2018 Cristiano Mancini
- 2019 Giacomo Ballarini
- 2020 non assegnato
- 2021 Thomas Geordie Guardamagna
- 2022 Stefano Bignotti
- 2023 Roberto Chissalé
- 2024 Federico Lopez Torregrosa
- 2025 Diego Pietro Ripamonti

### Premio Rookie Of The Year
Al miglior rookie:
- 2021 Stefano Evangelista
- 2022 Claudio Evangelista
- 2023 Danilo Chissalé
- 2024 Jacopo Fiordispini e Lorenzo Luigi William Fumagalli
- 2025 Edoardo Stoffa e Elvi Zaka

### Premio Allianz
Al miglior giocatore della giovanile:
- 2011 Iacopo Ricciotti

### Premio Junior Flag
- 2023 Amanda Bertolazzi (U13), Mariam Celeste Dal Din (U15)
- 2024 Veronica Cantoni (U13), Alessandro Santangelo (U15)

### Premio Senior Flag
- 2024 Massimiliano Lorenzo Leoni

### Comeback Of The Year
- 2023 Gregorio Nason

### Numeri di maglia ritirati dai Rams
| N° | Giocatore              | Ruolo | Anni      |
| -- | ---------------------- | ----- | --------- |
| 33 | Paolo "Big Ram" Crosti | QB    | 1979-1987 |
| 68 | Roberto Catena         | OG    | 2016-2022 |

## La squadra
| Roster dei Rams Milano |
| --- |
| Quarterback - 22 Bignotti Stefano QB - 29 Molé Tommaso QB/WR Running Back - 20 Garotta Stefano FB - 30 Provenza Federico FB - 32 Mancini Cristiano HB - 36 Fersini Claudio Rocco FB/HB Wide Receiver - 1 Chissalé Roberto FL/PH - 3 Lopez Torregrosa Federico WR - 18 Mazzotta Matteo WR - 25 Mustata Aurelian Zamfir WR - 87 Gotti Alessandro Ettor WR - 88 Ripamonti Diego Pietro WR Tight End - 42 Heinzel Frederik Thomas Patrick TE - 49 Rollo Giovanni Maria TE - 82 Stoffa Edoardo TE - 83 De Santis Nicolò TE - 85 Mazzola Matteo Agostino TE Offensive Linemen - 55 Guardamagna Thomas Geordie C - 57 Evangelista Claudio DT - 73 Fiordispini Jacopo OG - 75 Bustamante Pacheco Carlos Fabricio OG - 79 Derradji Reda Gabriele OG Defensive Linemen - 44 Zambelli Andrea DE - 50 Lasteros Cuestas Christian Daniel DT - 53 Sodano Alessandro Jacopo DE - 56 Evangelista Stefano DL - 77 Adami Giacomo DT - 95 Giannino Andrea DL - 97 Chissalé Danilo DT - 99 Fumagalli Lorenzo Luigi William DE Linebacker - 7 Ballarini Giacomo MLB - 27 Cailao Anthony LB - 51 Burla Luca LB - 59 Sarita Valerio José Arismendy LB Defensive Back - 17 Pere Michael DB - 23 Leemans Malcolm CB/QB - 34 D'Aquino Federico CB - 35 Scarpellini Giacomo CB - 37 Zaka Elvi CB - 38 Baroni Luca Dai nghia CB - 45 Torti Alessandro CB Special Team - 31 Mancini Tommaso K/P - 47 Anzani Federico K/P/CB Roster aggiornato al 16 aprile 2025 42 attivi, 0 inattivi Coaching staff Giuseppe Fiorito (HC,OC) · Corrado Burla (DC) · Mauro Puleo (DL) · Paolo Andrea Ferrario (OL) · Gaetano Maniscalco (OFF) · Alessandro Enzo Ferri (ST) · Cristiano Mancini (RB) |

Legenda
- I rookie sono in corsivo.
- il primo ruolo è il principale mentre gli eventuali successivi indicano i ruoli secondari.
- indica un giocatore fuori per il resto della stagione.

## Coaching Staff
Giuseppe Fiorito, incaricato del ruolo di Head Coach e Offensive Coordinator si avvale nella stagione 2024-2025 del seguente coaching staff:
- Corrado Burla, Defense Coordinator
- Mauro Puleo, Defensive Linemen coach
- Gaetano Maniscalco, Offensive Assistant coach
- Cristiano Mancini, Running back coach